# ISO 3166-2:GP

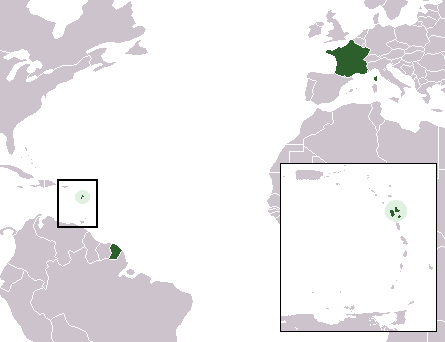
Obrázek ISO 3166-2:GP

Kódy ISO 3166-2 pro Guadeloupe neidentifikují žádné regiony (stav v roce 2015).